# Fábio Silva (político)
Fabio Francisco Silva (Rio de Janeiro, 19 de maio de 1976) é um comunicador e político brasileiro, filiado ao partido União Brasil. Está no sexto mandato como deputado estadual do Rio de Janeiro, cargo que ocupa desde 2003. Em 2024, foi cassado pela Justiça Eleitoral por abuso de poder religioso, mas segue no exercício do mandato na ALERJ por estar recorrendo contra a decisão. 
Fabio Silva é apresentador, diretor e sócio na rádio Melodia.

## Biografia e carreira
Fabio Silva começou sua carreira profissional como office boy aos 15 anos de idade. Trabalhou como como radialista ao lado do pai Francisco Silva. Formou-se em direito pela Universidade Veiga de Almeida.
É apresentador de dois programas na Rádio Melodia, da qual também é diretor e sócio.

### Carreira política
Elegeu-se deputado estadual no Rio de Janeiro.
Em fevereiro de 2003, foi eleito terceiro vice-presidente da Mesa da Assembleia Legislativa do Rio de Janeiro.
Na segunda instância, o Tribunal Regional Eleitoral do Rio de Janeiro (TRE-RJ) negou o recurso do Ministério Público Eleitoral, em abril de 2007, determinando que o MPE tinha perdido o prazo para pedir a cassação. O Tribunal negaria também recursos contra outros deputados fluminenses acusados, incluindo Wilson Cabral (PSB-RJ), Alcebíades Sabino (PSC-RJ) e Domingos Brazão (PMDB-RJ).
Durante a campanha nas eleições de 2010, Fábio lançou um "santinho" eleitoral no formato e aparência de um cartão de crédito. Feito de plástico e com o nome de "Votocard Gold", o santinho pedia votos para a reeleição de Fábio e do governador Sérgio Cabral, além de endossar Eduardo Cunha para deputado federal, Jorge Picciani para senador e Dilma Rousseff para presidente. Abaixo dos nomes no verso, estava a frase: "Esta é a ordem de votação. Use o seu crédito e cobre depois o resultado"; na frente, a inscrição dizia: "O limite do seu cartão será do tamanho do país que você quer". O MPE abriu investigação para averiguar possível crime eleitoral na suposta insinuação de vantagem financeira pelo voto naqueles candidatos.
Em 2013, trocou o Partido Social Democrático (PSD) para o partido do governador Sérgio Cabral, o Partido do Movimento Democrático Brasileiro (PMDB), que alcançou assim a maior bancada da ALERJ.
Em 2014, apresentou um projeto de lei que criava o "Dia do Orgulho Heterossexual". Na justificativa da proposta, argumentou: "Num momento em que se discute muito o direito de minorias, não podemos deixar pessoas comuns desguarnecidas, discriminadas, apenas por terem orgulho de serem heterossexuais".
Outra proposta sua dava prioridade a instituições religiosas na tramitação de processos administrativos ou judiciais. Segundo Fábio, as igrejas e templos já realizam muitos trabalhos sociais e funcionam assim como um braço do Estado; no plenário, disse também o projeto é "laico e está aberto a emendas". O projeto de lei foi aprovado em primeiro turno, com 41 votos favoráveis, em junho de 2017. Em entrevista à Folha após a aprovação, Fábio defendeu o projeto: "Ele trata inclusive da questão da intolerância religiosa, pois em muitos municípios processos administrativos acabam sendo engavetados por serem de determinadas denominações".
Em abril de 2015, foi um dos parlamentares a votar a favor da nomeação de Domingos Brazão para o Tribunal de Contas do Rio de Janeiro (TCU-RJ).
Na Operação Lava Jato, a delação premiada do lobista Fernando Baiano apontou Altair Alves Pinto como o o intermediário da propina destinada a Eduardo Cunha, então presidente da Câmara dos Deputados. Altair era funcionário parlamentar de Fábio desde 2003. Em entrevista ao O Globo, quando perguntando sobre as denúncias, respondeu que não responderia pelos atos de um assessor:  "Uma coisa é denúncia. Outra coisa são os fatos comprovados, não é verdade? Vamos esperar os fatos acontecerem. Cada um responde pelos seus. Eu não respondo nem pelos atos dos meus familiares. Jamais vou responder pelos atos de um assessor."
Em 2016, o deputado Fábio Silva se candidatou a prefeito do município de Seropédica. A Folha de S.Paulo noticiou que, com a queda de Cunha, Fábio não teve apoio financeiro do PMDB-RJ.
O principal opositor de Fábio era o ex-prefeito Anabal Barbosa, do Partido Democrático Trabalhista (PDT). Durante um comício a favor de Anabal, Carlos Lupi, presidente do PDT, atacou diretamente Fábio por sua relação com Cunha: "Anabal, não se incomode com gente pequena e rasteira. Essa gente que estava lá em Brasília, puxando o saco do presidente da Câmara, que foi cassado por corrupção, não tem moral para falar do Anabal."
Anabal foi eleito com 84,53% dos votos. Em segundo lugar, Fábio recebeu 4 416 votos (15,47% do total).
Foi um dos 41 deputados a votar a favor da privatização da Companhia Estadual de Águas e Esgotos do Rio de Janeiro (CEDAE), em fevereiro de 2017.
Em novembro de 2017, a Operação Cadeia Velha, um desdobramento da Lava Jato, prendeu os deputados Jorge Picciani, Paulo Melo e Edson Albertassi, acusados de integrar esquema criminoso corrupto. Levada à ALERJ, Fábio votou pela revogação da prisão, que foi aprovada por 39 votos (19 contra, uma abstenção).
Nas eleições de 2018, o jornal O Globo divulgou que Cunha estava zangado com Fábio. O deputado não havia apoiado a campanha de Danielle Cunha, filha de Cunha, e sim a de Sóstenes Cavalcante (DEM), deputado federal ligado ao pastor Silas Malafaia. Da cadeia, Cunha escreveu uma carta a correligionários, na qual escreve: "Apesar da ingratidão, oro a Deus para que continue abençoando Fábio Silva, filho de Francisco Silva, e que ele possa se reeleger deputado estadual." Cunha também diz que, se vivo, o pai de Fábio não concordaria com a atitude do filho.
O deputado apresentou um projeto garantindo aos policiais que capturarem um criminoso procurado o direito de receber a recompensa oferecida pelo Disque Denúncia. O governador Wilson Witzel sancionou o projeto, transformando-o em lei, em março de 2019. Outro projeto seu do mesmo ano permitiria os diretores de escolas públicas cederem-nas para encontros religiosos.
Quando a ALERJ decidiu aceitar o pedido de impeachment de Witzel, Fábio comentou sobre a má relação do governador com o legislativo: "Havia um muro de Berlim entre o Palácio [das Laranjeiras, residência do governador fluminense] e a Casa".
Na eleições de 2022, foi reeleito com 62 845 votos, pelo partido União Brasil.
Em fevereiro de 2024, votou a favor da manutenção do mandato da deputada Lucinha, que havia sido afastada do cargo pelo Tribunal de Justiça do estado, acusada de possuir ligações com milicianos.

### Cassação
Em fevereiro de 2024, o Tribunal Regional Eleitoral do Rio de Janeiro (TRE-RJ) cassou o mandato de Fábio por "abuso de poder religioso" nas eleições de 2022. O Ministério Público Eleitoral o acusou de realizar festivais gospel com intuito eleitoral, “assemelhados a showmícios". Fábio participou de eventos do "Culto da Melodia" em Campo Grande e Itaguaí, onde teria feito discurso politico no púlpito e distribuído material de campanha.
Na sua decisão, o desembargador Henrique Carlos Figueira apontou que ficou tipificado o abuso de poder com "o desvirtuamento de santuário e apropriação como espaço privado de autoridade e influência eleitoral". Fábio foi declarado inelegível até 2030. Em recurso julgado em junho do mesmo ano, o TRE-RJ manteve a cassação, restando ao deputado apenas recorrer ao Tribunal Superior Eleitoral. Ele segue no exercício do mandato por não ter esgotado os recursos possíveis contra a cassação.

## Vida pessoal
Fábio Silva é evangélico, ligado à Igreja Batista.